# 唐斌
唐斌是小说《水浒传》的人，他是田虎麾下头领，关胜的故友，与梁山军交战中投降宋江。他的結局在一百二十回的繁本及一百十五回的简本則有分別，繁本他被王慶部下縻貹及马犟殺害，而在简本中他則成為少數幸存的河北降將，最終與朱仝及崔埜官至太平軍節度使。

## 繁本水滸中的唐斌
繁本水滸中的唐斌原蒲東軍官，與關勝至交。
因手刃仇人，原欲降梁山，后落草抱犢山，與崔埜、文仲容聚義。
時宋江征田虎，欲謀壺關，得其降獻計，遂克壺關。
征王慶時，護送蕭讓、裴宣及金大堅至宛州時，遭縻貹、馬勥等伏兵截擊，力戰而死。

## 簡本水滸中的唐斌
簡本水滸中的唐斌為蒲東人，綽號為拔山力士，關勝故友，使一把开山斧，一百二十斤，有万夫不当之勇。因大鬥蒲東並殺死知府，被迫落草回雁嶺。其帳下有撼山力士文仲容、移山力士崔埜及劈山力士乜恭。
後來宋江征田虎時，河北降將盛本為其所敗，遂投降盧俊義，並向宋江回報此事。關勝得知唐斌乃回雁嶺頭领後就將其說降。
唐斌隨宋江征王慶及方腊，成為少數幸存的河北降將，回歸朝廷后被封為孟州兵馬都監。後來他與朱仝及崔埜隨刘光世破了大金，做了太平军节度使。